# Schönebeck
Schönebeck település Németországban, azon belül Szász-Anhalt tartományban. Lakosainak száma 30 402 fő (2023. december 31.).

## Népesség
A település népességének változása:
| Lakosok száma | 31 038 | 30 720 | 30 067 | 30 389 | 30 402 |
|               | 2017   | 2019   | 2021   | 2022   | 2023   |